# Martha Montaner
Martha Silvana Montaner Formoso (Tacuarembó, 6 de enero de 1955 - Montevideo, 9 de marzo de 2016) fue una política uruguaya perteneciente al Partido Colorado.

## Biografía
Era hija de Dora Formoso y del político pachequista Jaime Montaner. Primero él y luego ella lideraron la agrupación de la lista 2215 en el departamento de Tacuarembó. Estudió odontología en la Universidad de la República y se especializó en odontología pediátrica.
Su hermana Susana también está activa en política.

## Actividad política
Electa diputada por el Foro Batllista en el departamento de Tacuarembó en los años 1994 y 1999.
Integró la llamada «bancada femenina», en busca de la promoción de la participación política y los derechos del género femenino, junto con las también diputadas Beatriz Argimón, Raquel Barreiro, Nora Castro, Silvana Charlone, Margarita Percovich, Yeanneth Puñales, María Alejandra Rivero Saralegui, Glenda Rondán, Diana Saravia Olmos, Lucía Topolansky y Daisy Tourné.
En varias ocasiones fue candidata a la Intendencia Departamental de Tacuarembó.
En 2008 se desvinculó del Foro Batllista, por su discrepancia con el modo de elegir al precandidato. En 2009 se adhirió al movimiento Vamos Uruguay, de Pedro Bordaberry. Fue elegida diputada para el periodo 2010-2015; durante esa legislatura, además, fue suplente del senador Ope Pasquet en el Senado.
Ocupó un lugar en el Comité Ejecutivo Nacional (CEN) del Partido Colorado. El 8 de marzo de 2012 asumió la Secretaría General del Partido Colorado, siendo la primera mujer en la historia uruguaya en ocupar el máximo cargo de representación en un partido político.
En las elecciones de 2014 fue elegida para el Senado de la República, cargo que ocupó desde el 15 de febrero de 2015 y hasta su fallecimiento.
Falleció el 9 de marzo de 2016 a los 61 años, de cáncer.